# NGC 33
NGC 33 is een dubbelster in het sterrenbeeld Vissen.
NGC 33 werd op 9 september 1864 ontdekt door de Duitse astronoom Albert Marth.